# Agesípolis I
Agesípolis I (em grego:  Ἀγησίπολις; 410 a.C. — 380 a.C.) foi rei da cidade grega de Esparta de 395 a.C. até 380 a.C. ano da sua morte, foi o vigésimo primeiro dos reis da Dinastia Ágida na antiga Esparta. Ele morreu sem filhos e foi sucedido por seu irmão.
Agesípolis sucedeu a seu pai Pausânias, ainda menor, em 394 a.C., e reinou quatorze anos. Após a morte de Pausânias, Agesípolis e seu irmão, Cleômbroto I, foram colocados sob a tutela de Aristodemo, seu parente mais próximo. Agesípolis chegou à coroa quase na época em que a confederação (provocada em parte pelas intrigas do sátrapa persa Tithraustes), formada por Tebas, Atenas, Corinto e Argos, contra Esparta, tornou-se necessário chamar de volta seu colega, Agesilau II, da Ásia; e a primeira operação militar de seu reinado foi a expedição a Corinto, onde as forças dos confederados foram reunidas.
O exército espartano foi liderado por Aristodemo e obteve uma vitória sobre os aliados. Em 390, Agesípolis, já maior de idade, foi encarregado do comando de um exército para a invasão de Argolis. Tendo obtido a sanção dos deuses olímpicos e délfico por desconsiderar qualquer tentativa que os argivos pudessem fazer para impedir sua marcha, sob o pretexto de uma trégua religiosa, ele levou seus estragos ainda mais longe do que Agesilau fizera em 393; mas como ele permitiu que o aspecto das vítimas o impedisse de ocupar um posto permanente, a expedição não rendeu nenhum fruto, exceto o saque.
Em 385 os espartanos, aproveitando alguns pretextos frívolos, enviaram uma expedição contra Mantineia, na qual Agesípolis assumiu o comando, depois de ter sido recusado por Agesilau. Nesta expedição, os espartanos foram auxiliados por Tebas e, em uma batalha com os mantenianos, os generais tebanos Epaminondas e Pelópidas escaparam por pouco da morte. Agesípolis conquistou a cidade desviando o rio Ófis, de modo a colocar debaixo d'água o terreno baixo ao pé das muralhas da cidade. Os porões, sendo feitos de tijolos não cozidos, não resistiram à ação da água. As paredes logo começaram a balançar e os mantineus foram forçados a se render. Foram admitidos a termos com a condição de que a população fosse dispersa entre as quatro aldeias, das quais havia sido recolhida para formar a capital. Os líderes democráticos foram autorizados a ir para o exílio.
No início de 382, uma embaixada chegou a Esparta das cidades de Acanto e Apolônia, solicitando assistência contra a Liga Calcídica, que se esforçava para obrigá-los a se juntar à sua confederação. Os espartanos concordaram, mas não tiveram muito sucesso a princípio. Após a derrota e morte de Teleutias na segunda campanha em 381, Agesípolis assumiu o comando. Ele partiu em 381, mas não começou as operações até a primavera de 380. Ele então agiu com grande vigor e conquistou Toroni; mas no meio de seus sucessos ele foi atacado por uma febre, que o levou embora em sete dias. Ele morreu na cidade de Aphytis, na península de Pallene. Seu corpo foi imerso em mel e levado para casa em Esparta para o enterro.
Embora Agesipolis não compartilhasse das visões ambiciosas de conquista estrangeira nutridas por Agesilau, sua perda foi profundamente lamentada por Agesilau, que parece ter tido uma consideração sincera por ele. Ele foi sucedido como rei por seu irmão Cleômbroto I. Paul Cartledge, no entanto, sugere que a dor de Agesilau foi em parte devido à perda de um "parceiro no crime" maleável. 